# Lophoptera illucidoides
Lophoptera illucidoides là một loài bướm đêm trong họ Noctuidae.